# Strage di Sobane Da
La strage di Sobane Da è avvenuta il 10 giugno 2019 nel villaggio di Sobane Da, nel Mali. Gli attentatori sono saliti in moto e hanno assediato il villaggio, uccidendo 35 persone e bruciando case. Il capo del villaggio, Gouno Dara, ha detto che gli aggressori hanno sparato a tutti quelli che hanno incontrato e hanno ripetutamente gridato "Allahu Akbar".

## Attentato
I Fulani che sono tradizionalmente pastori e i Dogon che sono tradizionalmente contadini hanno avuto una disputa storica sul pascolo di terre e acqua che è stata esacerbata dalla diffusione del Jihādismo in Mali. I Dogon hanno accusato i Fulani di sostenere Al Qaeda e altri gruppi terroristici che operano in Mali, mentre i Fulani hanno accusato lo stato di sponsorizzare i Dogon per attaccarli. MINUSMA aveva registrato 488 morti Fulani negli attacchi da parte di Dogon e 63 morti Dogon a seguito di attacchi Fulani nel periodo dal gennaio 2018 al 16 maggio 2019 nelle regioni Mopti e Ségou. Il più mortale fu il massacro di Ogossagou. mi 

## Arresti
Sei sospetti sono stati arrestati, di cui 2 arrestati da MINUSMA, a seguito di controlli di routine.

## Conseguenze
Una settimana dopo l'attacco, 41 persone furono uccise in altri due villaggi Dogon.